# Blago
Blago je naziv za veću količinu novca, dragocjenih metala, dragulja, umjetničkih ili bilo kakvih drugih predmeta koji imaju visoku materijalnu vrijednost, odnosno za njegovog posjednika predstavljaju bogatstvo čijeg vlasnika se ne može pronaći. Taj izraz se rabi i za stoku.
Obično se pod time podrazumijeva velika količina materijalnog bogatstva koju je netko sklonio, odnosno sakrio kako bi ga mogao koristiti u nuždi, tzv. skriveno blago. 